# Gloria Rodríguez
Gloria Rodríguez Sánchez (Torre-Pacheco, 6 marzo 1992) è una ciclista su strada e pistard spagnola che corre per il team Massi-Baix Ter. È attiva come Elite dal 2011.

## Palmarès

### Strada
- 2009 (Juniores)

Campionati spagnoli, Prova a cronometro Junior
Campionati spagnoli, Prova in linea Junior

### Pista
- 2016

Campionati spagnoli, Inseguimento individuale
- 2018

Campionati spagnoli, Inseguimento individuale

## Piazzamenti

### Grandi Giri
- Giro d'Italia

2016: 106ª
2018: 111ª
2019: ritirata (5ª tappa)
2020: 79ª

### Competizioni mondiali
- Campionati del mondo su strada

Mosca 2009 - Cronometro Junior: 31ª
Mosca 2009 - In linea Junior: 45ª
Yorkshire 2019 - Cronometro Elite: 39ª
Imola 2020 - In linea Elite: ritirata
- Campionati del mondo su pista

Mosca 2009 - Inseguimento individuale Junior: 16ª
Mosca 2009 - Scratch Junior: 19ª
Mosca 2009 - Omnium Junior: 13ª
Mosca 2009 - Corsa a punti Junior: 18ª
Montichiari 2010 - Corsa a punti Junior: 3ª
Montichiari 2010 - Inseguimento individuale Junior: 9ª
Montichiari 2010 - Omnium Junior: 16ª
St. Quentin-en-Yv. 2015 - Inseguimento individuale: 18ª
Londra 2016 - Inseguimento individuale: 10ª
Hong Kong 2017 - Inseguimento individuale: 19ª

### Competizioni continentali
- Campionati europei su strada

Nyon 2014 - Cronometro Under-23: 17ª
Nyon 2014 - In linea Under-23: 53ª
Glasgow 2018 - In linea Elite: ritirata
Alkmaar 2019 - Cronometro Elite: 24ª
Alkmaar 2019 - In linea Elite: 59ª
Trento 2021 - Cronometro Elite: 31ª
Trento 2021 - In linea Elite: ritirata
- Campionati europei su pista

Pruszków 2010 - Inseguimento a squadre: 10ª
Anadia 2011 - Inseguimento a squadre Under-23: 6ª
Anadia 2011 - Inseguimento individuale Under-23: 10ª
Anadia 2011 - Scratch Under-23: 15ª
Apeldoorn 2011 - Corsa a punti: 15ª
Apeldoorn 2011 - Inseguimento a squadre: 10ª
Anadia 2012 - Inseguimento a squadre Under-23: 9ª
Anadia 2012 - Corsa a punti Under-23: 6ª
Anadia 2012 - Scratch Under-23: 14ª
Anadia 2013 - Inseguimento individuale Under-23: 8ª
Anadia 2013 - Corsa a punti Under-23: 17ª
Anadia 2013 - Scratch Under-23: 12ª
Anadia 2013 - Omnium Under-23: 11ª
Anadia 2014 - Inseguimento a squadre Under-23: 7ª
Anadia 2014 - Inseguimento individuale Under-23: 4ª
Anadia 2014 - Corsa a punti Under-23: 11ª
Baie-Mahault 2014 - Inseguimento a squadre: 12ª
Baie-Mahault 2014 - Corsa a punti: 24ª
Baie-Mahault 2014 - Inseguimento individuale: 13ª
Grenchen 2015 - Inseguimento a squadre: 9ª
Grenchen 2015 - Inseguimento individuale: 11ª
Saint-Quentin-en-Yvelines 2016 - Inseguimento individuale: 10ª